# Сара Госс
Сара Госс (англ. Sarah Goss, нар. 9 грудня 1992) — новозеландська регбістка, срібна призерка Олімпійських ігор 2016 року.

## Виступи на Олімпіадах
| Олімпіада           | Дисципліна | Місце |
| ------------------- | ---------- | ----- |
| Ріо-де-Жанейро 2016 | регбі-7    | 2     |

## Зовнішні посилання
- Сара Госс — олімпійська статистика на сайті Sports-Reference.com (англ.) (архівна версія)

1. ↑  https://www.nzherald.co.nz/northern-advocate/news/ngapuhi-athletes-fill-list-of-most-influential-maori-athletes-in-last-30-years/VGAEIWA7M3BV3GVKDBXTPQG5F4/
2. 1 2  https://dpmc.govt.nz/publications/queens-birthday-honours-list-2019